# Mieszko Jabłoński
Mieszko Mieczysław Jabłoński (ur. 1892 w Lublinie, zm. 1965 w Krakowie) – polski malarz.

## Życiorys
W latach 1912–1914 i 1918–1920 studiował w Akademii Sztuk Pięknych w Krakowie w pracowni Jacka Malczewskiego. W latach 1915–1918 odbył kilka podróży zwiedzając m.in. Ukrainę i Rosję. W 1925 wyjechał na prywatne stypendium do Francji, a następnie na stypendium rządowe do Włoch. Na stałe mieszkał w Krakowie. Był członkiem Cechu Artystów Plastyków "Jednoróg" reprezentującego kolorystyczną orientację. Od 1950 pełnił funkcję adiunkta w macierzystej krakowskiej ASP. Wystawiał głównie w Krakowie, Warszawie i Lwowie.

## Twórczość
Jabłoński malował przede wszystkim pejzaże, martwe natury, akty i sceny rodzajowe. Wystawiał głównie w Krakowie, Warszawie i Lwowie. Współcześnie jego prace znajdują się w zbiorach Muzeum Narodowego w Warszawie i Poznaniu, a także w Muzeum im. L. Wyczółkowskiego w Bydgoszczy.